# نخت‌انبو دوم
نخت‌اِنبو دوم با نام اصلی نخت‌حِرحِبت (مصری باستان: Nḫt-Ḥr-Ḥbt؛ حکومت از ۳۶۰ تا ۳۴۲ پیش از میلاد) سومین و آخرین فرعون دودمان سی‌اُم مصر و همچنین آخرین فرعون بومی در مصر باستان بود.